# Espeja de San Marcelino
Espeja de San Marcelino – gmina w Hiszpanii, w prowincji Soria, w Kastylii i León, o powierzchni 72,54 km². W 2011 roku gmina liczyła 180 mieszkańców.